# Empire II: The Art of War
Empire II: The Art of War est un jeu vidéo de type wargame développé par Mark Baldwin et Bob Rakosky et publié par New World Computing en 1995 sur IBM PC. Le jeu fait suite à Empire et à ses adaptations Empire : Wargame of the Century (1987) et Empire Deluxe (1993). Par rapport à ses prédécesseurs, il met de côté les aspects exploration et construction d’empires pour se concentrer uniquement sur les batailles, qu’il simule aux niveaux tactique et opérationnel,. Il se déroule au tour par tour et peut se jouer de deux manières différentes. Les joueurs peuvent ainsi choisir de donner leurs ordres chacun à leur tour ou en parallèle. Dans ce dernier cas, les deux joueurs donnent leurs instructions à leurs unités, qui les exécutent ensuite simultanément. Il propose une trentaine de scénarios prédéfinis qui couvrent différents conflits hypothétiques ou historiques, comme les guerres napoléoniennes, la guerre de Sécession ou la Seconde Guerre mondiale. Il propose également un éditeur de scénarios.

## Accueil
| Empire II             |      |       |
| Média                 | Pays | Notes |
| Computer Gaming World | US   | 4/5   |
| Gen4                  | FR   | 50 %  |
| Joystick              | FR   | 50 %  |
| PC Gamer US           | US   | 63 %  |